# Koliba

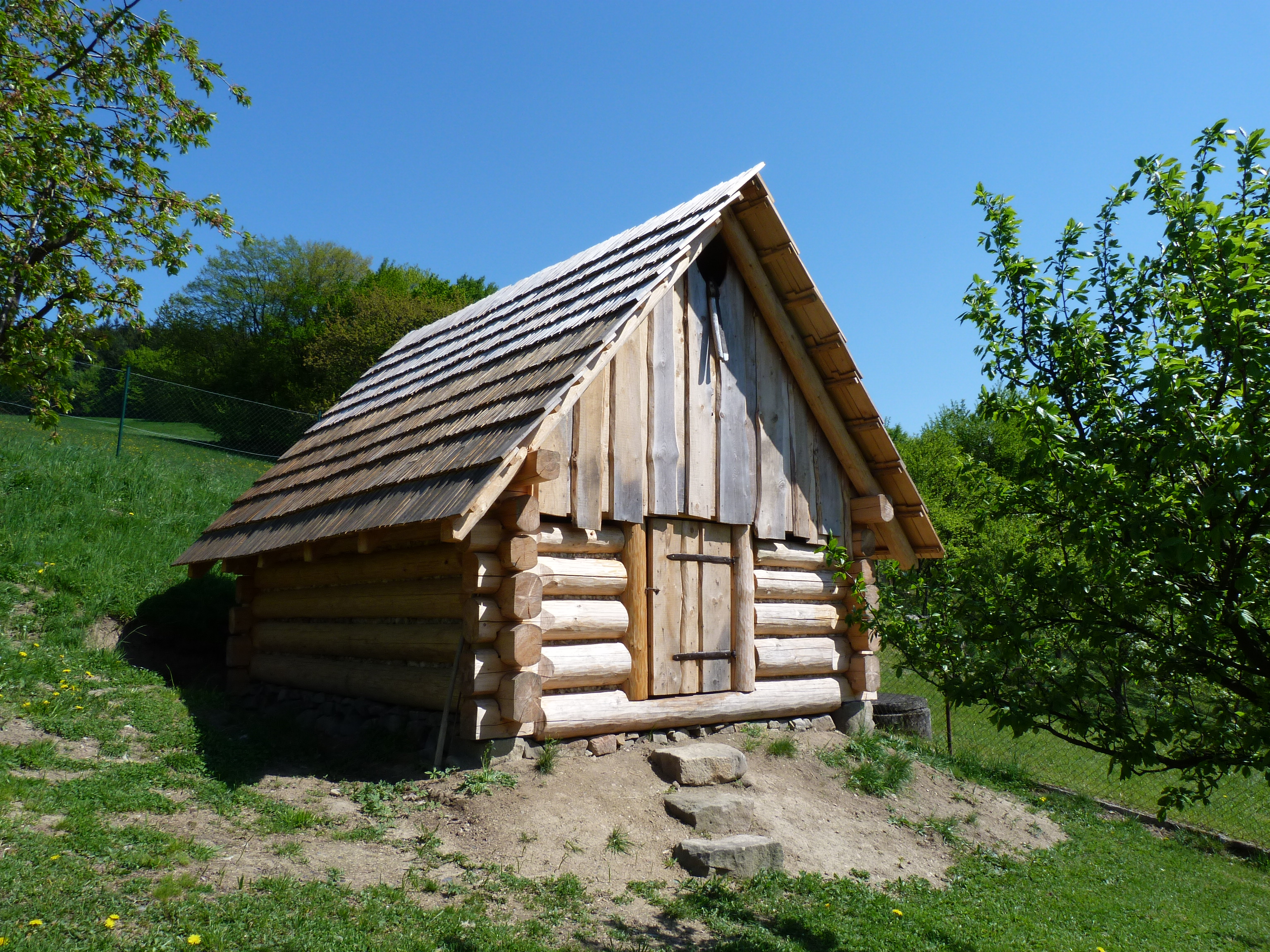
Salašnická koliba v Muzeu dřevěného porculánu v Držkové

Koliba je stavba související s „karpatským salašnictvím“. V Beskydech kurlok je název stavby nalézající se v salaši, která slouží jako sezónní obydlí pastýřů a jako prostor, v němž jsou jimi zpracovávány mléčné produkty a uchovávány předměty denní potřeby. Jde o dům bez komínu, s otevřeným ohništěm, z něhož kouř vychází přímo mezerami mezi trámy srubu a spárami ve střeše. Na území někdejšího Československa byly koliby rozšířené v karpatské části (Beskydy, Javorníky, Vsetínské vrchy, Hostýnské vrchy, Vizovické vrchy, Bílé Karpaty). Koliby v nejpůvodnější podobě se v Česku nedochovaly, dnes jsou nesprávně tímto jménem nazývány stylové restaurace.

## Historie
Nejstarší doklady o existenci koliby na území českých zemí pocházejí ze 17. století.

## Stavba
Mezi kolibami převládají koliby roubené, později se stavěly i koliby prkenné, jež byly skládací a daly se přenášet. Bývají buď jednoprostorové nebo dvouprostorové. Přední, vstupní část se nazývá „koliba“, zadní „komárnik“ či „komora“. V „kolibě“ bývá otevřené ohniště („vatra“), na němž bývá připravována strava a zpracovávány mléčné výrobky (sýr). Obvykle se zde nacházejí i lavice na spaní. Zadní část poté slouží jako překladiště hotových mléčných produktů a nástrojů k jejich výrobě. Bývá zde i police na sušení sýra („podišiar“). Koliba byla jednoduchá stavba z podřadného materiálu. Koliba je sezónní stavba, byla využívána zejména v období od 24. dubna do 28. září. Období mezi těmito daty se nazývá pastevní sezónou.

## Typy kolib
Mimo stabilních kolib existují i ty, které jde přepravovat z místa na místo (na kolech, saních nebo nosítkách). Jako koliby pak bývají někdy označovány i jiné sezónní přístřešky (např. dřevorubců apod.).